# Bras d'Or Lake
Bras d'Or Lake is een ongeveer 1.100 km2 groot met de zee verbonden meer in het centrum van het Canadese Cape Bretoneiland. Het is het grootste meer in Nova Scotia.
Bras d'Or Lake bestaat uit een zuidelijk en een noordelijk deel die met elkaar zijn verbonden door de nauwelijks 1 km brede Barra Strait. Deze wordt overspannen door een weg- en spoorwegbrug, de Grand Narrows Bridge. Het zuidelijk deel heeft sinds 1869 een rechtstreekse verbinding met de zee via de sluizen van het korte, kunstmatige St. Peter-kanaal dat de zuidpunt van het meer verbindt met de oceaan. Het noordelijk deel van Bras d'Or bestaat uit drie smalle armen en is met de oceaan verbonden door twee natuurlijke kanalen, één ten noordwesten en één ten zuidoosten van Boularderie-eiland. Door deze kanalen kunnen zout water en mariene soorten in het meer komen. Het meer wordt verder gevoed door talrijke kleine riviertjes en beken, waardoor het een mengeling van zout en zoet water bevat. Het meer wordt daarom ook wel een binnenzee genoemd, maar de saliniteit is lager dan die van zeewater; het is brak water met gemiddeld ongeveer 60% van de saliniteit van zeewater. In de winter vriest het meer dicht.
De oudste bewoners van het gebied zijn de Mi'kmaq. Later werd het gebied gekoloniseerd door Fransen en Schotten. Scheepvaart over het meer was lange tijd de voornaamste manier van vervoer over het eiland.

## Biosfeerreservaat
Een deel van het meer en zijn omgeving is door de UNESCO in 2011 erkend als biosfeerreservaat.

## Diversen
Bras d'Or Lake is een toeristische trekpleister, vooral voor zeilers en kampeerders langs de oevers. Er zijn talrijke jachthavens langsheen het meer. Visvangst is mogelijk, maar van groter economisch belang is de aquacultuur, vooral van oesters en kreeften.
Alexander Graham Bell woonde vanaf 1886 in Baddeck aan de oever van het noordelijk deel van het meer.